# George Hamilton Pearce
George Hamilton Pearce, SM (Boston, Massachusetts, 9 de enero de 1921-North Smithfield, Rhode Island, 30 de agosto de 2015) fue el primer obispo de la Arquidiócesis de Samoa-Apia, y fue de arzobispo emérito de Suva, Fiyi.
Nació en Boston, Massachusetts, su educación incluyó la Escuela Primaria de San Columbkille en Brighton de Boston, Seminario Preparatorio en Bedford, Massachusetts, y Marist College and Seminary en Framingham, Massachusetts. Fue mandado al presbiterio el 3 de febrero de 1947 por el arzobispo (futuro cardenal) Richard Cushing y fue nombrado vicario apostólico del Archipiélago de los Navegantes y obispo titular de Attalea de Panfilia el 29 de febrero de 1956. Fue consagrado al episcopado el 29 de junio de 1956 en Boston por Cushing. 
El 21 de junio de 1966 la Santa Sede elevó al vicariato apostólico a la dignidad de una diócesis y Pearce se convirtió en el primer obispo de Apia. Fue nombrado como el primer Arzobispo de Suva, Fiyi el 22 de junio de 1967. Se retiró el 10 de abril de 1976 y vivió en Providence (Rhode Island), donde dirigió al grupo de oración mariana en la Catedral de los Santos Pedro y Pablo.

## Fallecimiento
Pearce falleció el 30 de agosto de 2015 a los 94 años.